# 家具

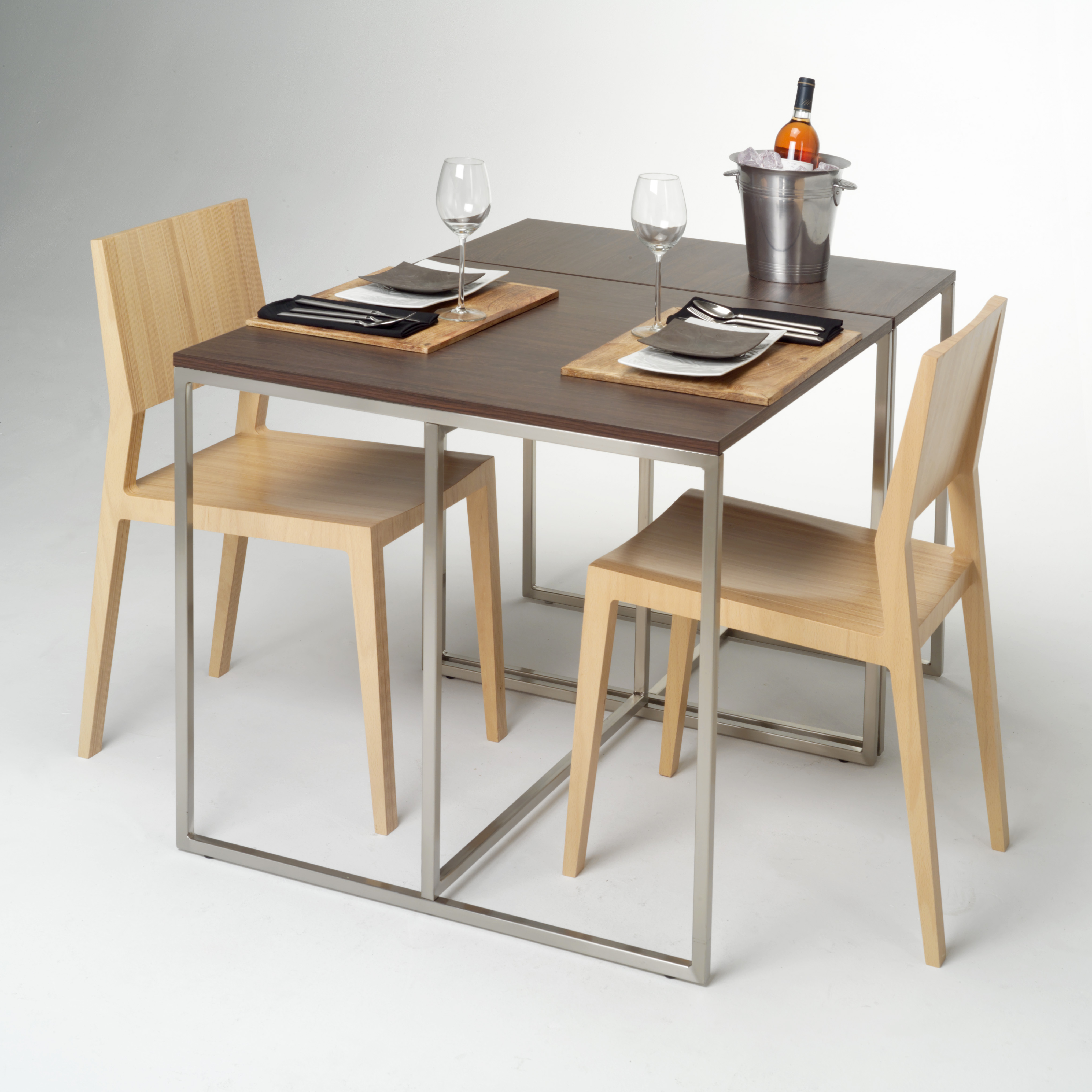
食卓と椅子

家具（かぐ）は、家財道具のうち家の中に据え置いて利用する比較的大型の道具類、または元々家に作り付けられている比較的大型の道具類をさす。なお、日本の建築基準法上での作り付け家具は建築確認及び完了検査の対象となるが、後から置かれるものについては対象外である。

## 概要

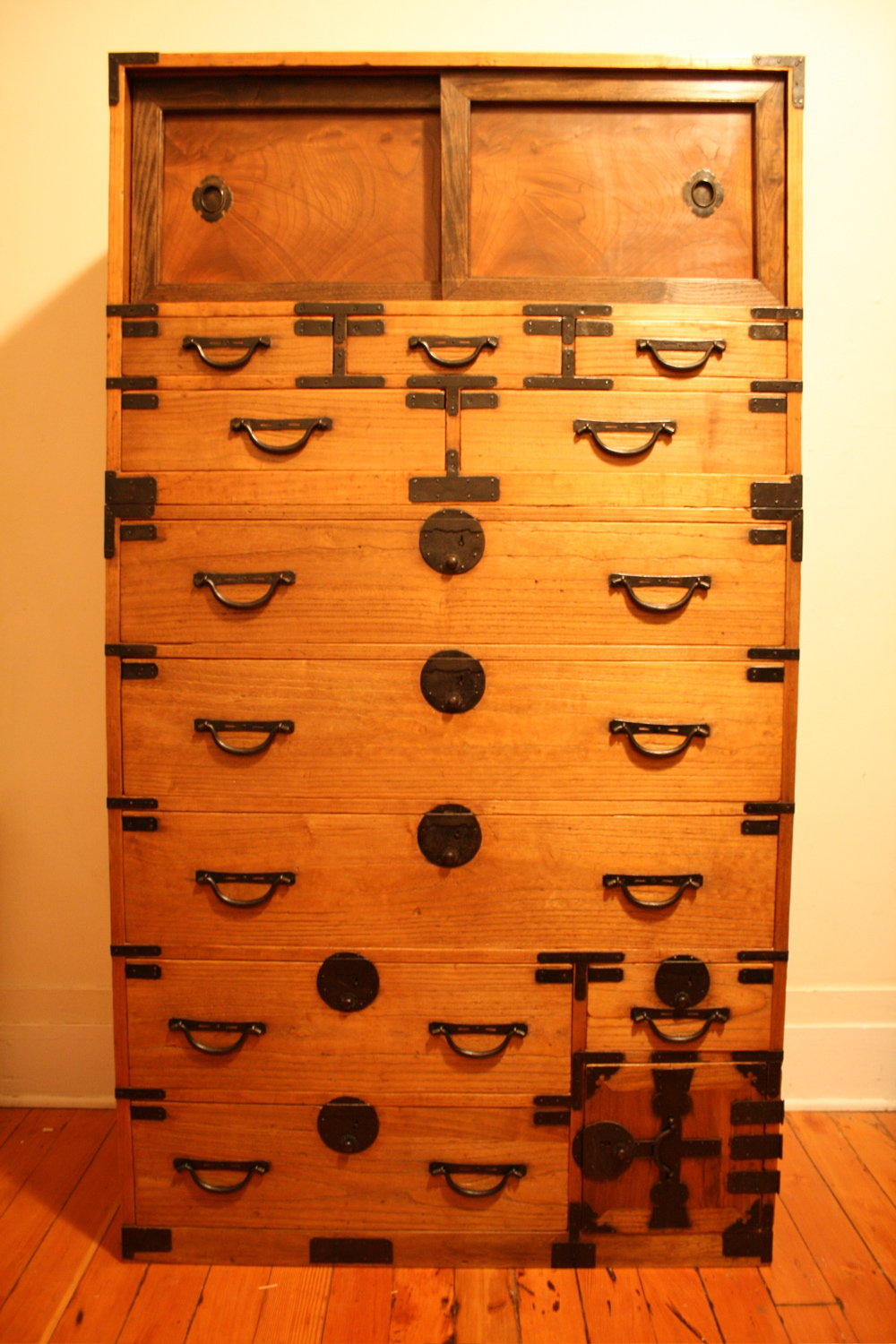
和箪笥

材料は依然として木製が多いが、無垢材（天然材）に代わり、特に低価格帯の製品で、合板、木質ボード、集成材、ハニカムコア材などが多く見られるようになった。近年では金属製や合成樹脂製も多くなっている。衣装収納用家具の材質として、日本では湿気を吸収しやすく燃えにくい桐が最高級の素材とされている。
1995年（平成7年）の阪神・淡路大震災では倒れた家具の下敷きになった人が多かったことから、大型家具の転倒防止対策が広まった。壁や床に鎖や金具で固定したり、家具と天井の間で棒を突っ張らせたりする。
日本では、結婚に際して新婦が嫁入り道具を持参する伝統があり、最も代表的なものが家具である。
家具と近接、複合した領域の道具類は主たる機能が含まれる側に分類される。例えば「照明付きデスク」や「コンセントが付いた棚」は家具として、「照明器具」、「マッサージいす」、「スピーカーや配線が組み込まれたテレビ台」は電気製品、「家具調」と呼ばれるもの（テレビなど）は家具以外の複合した分野への分類が行われる。

## 代表的な家具

### 収納家具
家財道具や服飾品、食品などを整理して収納するための家具。収納を基本の目的としているが、中には収納物を展示・陳列することを目的としたものもある。収納用家具のほとんどは箱型をしている。
箪笥（タンス）類
衣装箪笥（和箪笥、洋服箪笥）、茶箪笥など。衣類や小物を保管するのに用いる家具で、引き出しや開き戸を持ち、収納物を埃や害虫などから防ぐ工夫がされている。
棚類
本棚、戸棚、食器棚、下駄箱など。水平な板（棚板）を適度な間隔で上下方向に複数枚張ることで荷物を置ける面積を拡大し、少ない設置面積で多量の荷物を収納できるように工夫した家具。
日本の伝統的な家具
葛籠（つづら）、行李（こうり）

### 空間創造家具
一定目的の空間を床面から切り離し、床より高い位置に確保することを目的とした家具。
日本では屋内に入るときに履物を脱ぎ、家の外と中を分離する文化が根付いているが、室内で履物を脱がない国では室内といえども、床面は地面の延長線上にあると考えられている。床面に直接座ることは地面に座ることと同等になるので、床面から一定の高さを持った空間を作り出すことが必要になる。
また、何らかの作業を行う場合にも、作業空間は床面から一定の高さにあったほうが作業効率が良いので、一定の高さに作業空間を作り出す必要も出てくる。空間創造家具のほとんどは、長い脚の上に一定の広さを持った水平面を有するのが特徴となっている。
椅子類
椅子、ソファー、座椅子など、人が座る空間を作り出すための家具。
机類
机、テーブル、座卓、箱膳（一人膳）、電話台など、執筆作業や食事などの作業空間を確保し、各種作業が効率よく行える高さを作り出すための家具。
寝具
ベッドなど、人が寝る空間を確保するための家具。
上記の家具は水平方向の空間を創造するために用いるが、衝立など下記に示すものは垂直方向に空間を仕切り、視覚的・心理的にある空間を隠したり、装飾に用いる。
- 衝立、間仕切り（パーティション）、屏風

### その他の家具
- 鏡台など

### オフィス家具
オフィス用の各種什器。金属製を主材とする。

## 日本の家具

### 日本の家具産地
家具の多くは木製であるため、代表的な家具産地のほとんどは木材の産地でもある。
旭川家具（北海道旭川市）
北海道開拓を目的として、明治時代末期に本州より多くの大工や家具職人が旭川周辺に移住したのが始まり。豊富な森林資源を背景としており、戦後に木材の機械乾燥が普及して材料の品質が安定したのを契機に、日本を代表する家具産地へと発展した。アメリカ・ヨーロッパをはじめとする諸外国でも、高い評価を受けている。デザイン性を重視した大型の洋風家具が主流となっている。
旭川の家具企業：カンディハウス、匠工芸、札幌ファニシング、大雪木工、アーリータイムス
静岡家具（静岡県）
静岡市、島田市、焼津市、藤枝市を中心に、静岡県内に多くの家具製造会社がある。徳川家光が静岡浅間神社の大造営を行った際に、各地より移住してきた職人が基礎となっている。漆塗りの技法を生かした鏡台や、茶箪笥の産地として古くから知られており、桐の和箪笥の産地でもある。現在は唐木仏壇の産地としても知られる。
静岡の家具企業：東海家具工業、起立木工、西村木工
飛騨家具（岐阜県高山市）
豊富に存在するブナ材の有効活用を目指し、大正時代に地元の有志が出資して「中央木工株式会社」を設立したのが基礎となっている。曲げわっぱの技法を用いた曲げ木加工で椅子を製造したのが始まりで、独特の技法を生かした椅子やテーブル、机などの脚を持った家具を得意としている。
飛騨の家具企業：飛騨産業、柏木工、日進木工、シラカワ、イバタインテリア
府中家具（広島県府中市）
1710年前後に内山円三という人物が大阪で箪笥の製造技術を習得し、郷里に戻って生産を始めたのが最初といわれている。戦後に婚礼家具セットと銘打って家具のセット販売を日本で初めて行うなど、販売面での工夫も知られている。現在も、箪笥をはじめとした収納家具を得意としている。
徳島家具（徳島県徳島市）
明治時代の初期に、阿波藩の船大工だった職人たちが家具製造を開始したのが始まりである。明治中期に鏡台が関西地区で好評を博するようになり、阿波鏡台の名で全国的に知られるようになっていった。現在は、高級唐木仏壇の産地としても知られる。
大川家具（福岡県大川市）
筑後川周辺に居住していた船大工が製造していた箱物が元祖といわれており、室町時代までさかのぼれると言われるほどの長い歴史をもつ。ただし、現在の大川家具の基礎を作ったのは、江戸時代後期に長崎で修行をして細工技法を持ち帰った田ノ上嘉作であるといわれている。現在は量産家具の製造会社が多く、ありとあらゆる家具を製造している。生産高では日本一を誇る。
大川の家具企業：株式会社総桐箪笥和光、自然工房、福山木工、丸仙工業、長、園田産業、ファニテリアマキ

### 単位
古い箪笥の多くにはその両側に棹（さお）通し金具が付いており、棹で担いで運んでいたので一棹、二棹 … と数えるようになった。箪笥の従来の数え方である棹は使われなくなりつつあり、縦長の下駄箱など縦長の物は、本で数えられることも多い。
幅は尺が用いられることが多い。三尺幅の箪笥、など。

### 法令に定める家具
- 減価償却資産の耐用年数等に関する省令（大蔵省令）に定める家具
  - 事務机、事務いす及びキャビネット
  - 応接セット
  - ベッド
  - 児童用机及びいす
  - 陳列だな及び陳列ケース
- 国等による環境物品等の調達の推進等に関する法律（グリーン購入法）に定める家具
  - 国がこれらのものを国が買うときには、環境負荷の少ない製品を購入することが義務づけられている（国以外の地方公共団体、事業所、国民には努力義務となっている）。
  - いす
  - 机
  - 棚
  - 収納用什器（棚以外）
  - ローパーティション
  - コートハンガー
  - 傘立て
  - 掲示板
  - 黒板
  - ホワイトボード

## 関連企業

### メーカー
- オフィス家具メーカー
  - イトーキ
  - オカムラ
  - コクヨ、アクタス (家具・インテリア)
  - タカノ (家具)
  - 中央可鍛工業
  - ナイキ (オフィス家具)
  - ライオン事務器
  - プラス (企業)

- その他家具製作
  - アイリスチトセ
  - AKASE
  - 秋山木工
  - 旭川家具
  - 朝日相扶製作所
  - E&Y（家具レーベル）
  - 岩泉純木家具
  - ウィドゥ・スタイル
  - オリバー (家具)
  - カリモク家具
  - キントー
  - くろがね工作所
  - ケーツーワークス
  - 小泉産業
  - コトブキ (企業)
  - KOMA
  - シーリージャパン
  - シモンズ (寝具企業)
  - 住友林業クレスト
  - タカノ (家具)
  - ナゼロ
  - 日進木工
  - 日本フォームサービス
  - ニホンフラッシュ
  - 日本ベッド製造
  - 沼田椅子製作所
  - ノーリツイス
  - パブリック (企業)
  - パラマウントベッド
  - バルバーニ
  - ハンマーキャスター
  - 光製作所
  - 飛騨産業
  - フランスベッド(フランスベッドホールディングス）
  - ホウトク
  - マルニ (家具製造業)
  - ミネルバ (家具メーカー)
  - パモウナ
  - モリシゲ
  - 森田アルミ工業
  - 八木研
  - 和田山竹田家具

### 家具量販店
- イケア
- ニトリ
- 大塚家具
- 島忠
- 村内ファニチャーアクセス

### 家具レンタル
- コーユーレンティア

### 家具ポータルサイト運営
- ヘヤゴト
- ミルム